# 레오 라욱키
레오나르드 레오폴드 린퀴스트(스웨덴어: Leonard Leopold Lindquist: 1880년 11월 22일 ~ 1938년 9월 15일)는 핀란드의 정치인이다. 주로 미국과 소련에서 활동했다. 레오 라욱키(핀란드어: Leo Laukki)라는 가명으로 알려져 있다.
레오 라욱키의 모친 헨리카 빌헬미나 티우라(Henrika Vilhelmina Tiura)는 세탁부였고 부친 칼 구스타브 린퀴스트(Karl Gustav Lindqvist)는 핀란드 친위대 소속 군인이었다. 5년간 학교를 다니고 졸업한 뒤 러시아의 기병학교로 진학했고, 1905년 봄 중위 계급을 달고 귀국했다. 라욱키는 러시아에서 유학하는 동안 사회주의를 접하게 되어 사회주의혁명당 혁명분자들과 접촉하게 되었다.
1905년 총파업 당시 라욱키는 볼셰비키 성향의 러시아 병사들에게 동조했다. 1905년 12월, 라욱키는 탐페레에서 개최된 러시아 사회민주노동당 제1차 대표자회에 핀란드 사회민주당 대표로 참석했다. 파업 종료 이후 라욱키는 능동저항당의 무장투쟁조직인 무력동맹에 가입했다.
1907년 3월, 라욱키는 도미하여 핀란드인 사회주의자연맹(YSS)에 가입해 교육, 언론 일을 했다. 다른 급진주의자들처럼 라욱키 역시 1910년을 전후해 세계산업노동자연맹(IWW)에 가입하여 혁명적 생디칼리슴을 지지했다. 라욱키가 남긴 세 편의 저술 『대노예제』(1912년), 『산업사회』(1917년), 『러시아 혁명: 볼셰비즘과 소비에트 공화국』(1919년) 들도 이 시기에 쓰여졌다. 1913년-1914년 YSS 분열 때 라욱키는 좌익 진영의 지도자격이었다.
1918년 봄, 미국 당국은 라욱키를 비롯한 IWW의 "가장 위험한" 운동가 165명을 체포했다. 당시 유죄를 선고받은 핀란드계 이민자는 다섯 명이었고, 라욱키도 그 중 하나였다. 라욱키는 간첩음모 혐의로 징역 20년형을 선고받았다. 하지만 항소하여 가석방되었고, 가석방되자 소비에트 러시아로 도망갔다.
라욱키는 1921년 봄 소련에 도착했다. 라욱키는 생디칼리슴에 대한 지지를 접지 않은 채로 1921년 핀란드 공산당(SKP) 중앙위원으로 선출되었다. 라욱키는 에이노 라흐야 지도부와 함께 일했다. 라흐야가 1927년 실각하자 라욱키 역시 당무에서 물러나고, 스베르들로프 대학교와 드네프르 철도연구소에서 철학을 가르치며 교수 생활을 했다. 라욱키는 선생으로서 인기가 꽤 좋았다.
1937년, 라흐야가 스탈린의 대숙청에 휘말려 숙청, 사형을 선고받았다(실각 이후 알콜중독자가 된 라흐야는 사형이 집행되기 전에 술병으로 죽는다). 오토 빌레 쿠시넨은 라욱키 역시 라흐야의 당여라고 보고 그를 탄핵했다. 라욱키는 쿠시넨에게 편지를 써서 자신이 1925년에 라흐야를 지지하는 우를 범했으나 지금은 그렇지 않다고 항변했다. 하지만 라욱키는 결국 “트로츠키주의 및 부하린주의적 반혁명 파시스트”들과 내통했다는 혐의를 뒤집어쓰고 1938년 체포되어 총살형에 처해졌다.